# Love Is Best
Albums de Ai Ōtsuka
Love Letter
(2008)
Compilations par Ai Ōtsuka
Ai am BEST
(2007)
Love Is Best est la 2ecompilation de Ai Ōtsuka, sorti sous le label Avex Trax le 11 novembre 2009 au Japon. Il atteint la 1re place du classement de l'Oricon. Il se vend à 56 366 exemplaires la première semaine, et reste classé pendant 12 semaines, pour un total de 94 116 exemplaires vendus. Il sort en format CD et CD+DVD.

## Liste des titres
| 1.  | Is                                                                  | 4:26 |
| 2.  | aisu×time (Otsuka Ai×SU from RIP SLYME)                             | 3:41 |
| 3.  | Daisuki da yo. (大好きだよ。)                                       | 4:44 |
| 4.  | Ticket (チケット)                                                   | 4:29 |
| 5.  | Kimi Fechi (君フェチ)                                               | 4:20 |
| 6.  | Heart                                                               | 4:51 |
| 7.  | Futatsuboshi Kinenbi ~Shinkon Hiyori~ (ふたつ星記念日 ～新婚日和～) | 4:33 |
| 8.  | Sakuranbo (さくらんぼ)                                              | 3:54 |
| 9.  | Strawberry Jam                                                      | 4:19 |
| 10. | drop.                                                               | 4:26 |
| 11. | Amaenbo ~Wedding~ (甘えんぼ ～Wedding～)                            | 4:35 |
| 12. | Kimi ni Kaeru. (キミにカエル。)                                     | 5:19 |
| 13. | Amai Kimochi Maru Kajiri (甘い気持ちまるかじり)                     | 4:18 |
| 14. | Ren' ai Shashin -Haru- (恋愛写真 -春-)                              | 5:04 |
| 15. | Pocket ~Last Love Letter~ (ポケット ～Last Love Letter～)           | 5:56 |

| 1. | Is                            |  |
| 2. | aisu×time                     |  |
| 3. | Daisuki da yo. (大好きだよ。) |  |
| 4. | Heart                         |  |
| 5. | Sakuranbo (さくらんぼ)        |  |
| 6. | Amaenbo (甘えんぼ)            |  |